# Grallipeza footei
Grallipeza footei är en tvåvingeart som beskrevs av Cresson 1926. Grallipeza footei ingår i släktet Grallipeza och familjen skridflugor. Inga underarter finns listade i Catalogue of Life.